# Привольный (Кошкинский район)
Привольный — посёлок в Кошкинском районе Самарской области. Входит в состав сельского поселения Шпановка.

## История
В 1973 г. Указом Президиума ВС РСФСР поселок «Луговой» переименован в Привольный.

## Население
| 2010 |
| ---- |
| 13   |